# فرودگاه ماکی فلت
فرودگاه ماکی فلت (به انگلیسی: Mucky Flat Airport) یک فرودگاه خصوصی است که یک باند فرود شن دارد و طول باند آن ۳۸۱ متر است. این فرودگاه در شهر ایگل پوینت، اورگن کشور ایالات متحده آمریکا قرار دارد و در ارتفاع ۶۰۹ متری از سطح دریا واقع شده‌است.